# Utahna La Reno
Utahna La Reno (Utah, 22 settembre 1904 – Los Angeles, 24 dicembre 1973) è stata un'attrice statunitense, attiva come attrice bambina nel cinema muto americano dal 1913 al 1919 (tra gli 8 e i 15 anni d'età).

## Biografia
Utahna La Reno nasce a New York nel 1904. Fa il suo debutto cinematografico nel 1913 all'età di 8 anni in una serie di cortometraggi. Negli due anni successivi prende parte ad un totale di 9 pellicole in supporto di attori famosi dell'epoca come Henry Otto, Dustin Farnum e Kathlyn Williams. Lavora da sola o al fianco di altri attori bambini come Antrim Short, Gertrude Short, Edna Mae Wilson, Roy Clark, Carmen De Rue e Lillian Wade.
Dopo una pausa di alcuni anni, Utahna La Reno torna ancora una volta sulle scene nel 1919 da adolescente con una piccola parte nel film Whom the Gods Would Destroy, diretto da Frank Borzage. È la sua ultima apparizione cinematografica.
Sposatasi, trascorre la sua vita lontano dal mondo del cinema, se non per alcuni incontri celebrativi come la riunione del cast di The Squaw Man organizzata dalla Paramount nel 1935.
Muore a Los Angeles nel 1973, all'età di 69 anni.

## Filmografia
- Their Stepmother, regia di E.A. Martin - cortometraggio (1913)
- Dad's Little Girl, regia di Lem B. Parker - cortometraggio (1913)
- Dorothy's Adoption - cortometraggio (1913)
- The Lure of the Road, regia di Edward LeSaint - cortometraggio (1913)
- The Squaw Man, regia di Oscar Apfel e Cecil B. DeMille (1914)
- The Attic Above, regia di E. Mason Hopper - cortometraggio (1914)
- Two Little Vagabonds, regia di Henry Otto - cortometraggio (1914)
- Jess of the Mountain Country, regia di Charles J. Wilson (1914)
- The Rosary, regia di Colin Campbell (1915)
- Whom the Gods Would Destroy, regia di Frank Borzage (1919)